# Avoca (Nueva York)
Avoca es un pueblo ubicado en el condado de Steuben en el estado estadounidense de Nueva York. En el año 2000 tenía una población de 2314 habitantes y una densidad poblacional de 24 personas por km².

## Geografía
Avoca se encuentra ubicado en las coordenadas 42°24′37″N 77°25′32″O / 42.41028, -77.42556.

## Demografía
Según la Oficina del Censo en 2000 los ingresos medios por hogar en la localidad eran de $31 333, y los ingresos medios por familia eran $33 566. Los hombres tenían unos ingresos medios de $27 194 frente a los $25 500 para las mujeres. La renta per cápita para la localidad era de $14 343. Alrededor del 13.6% de la población estaban por debajo del umbral de pobreza.